# Molophilus (Molophilus) oldenbergi
Molophilus (Molophilus) oldenbergi is een tweevleugelige uit de familie steltmuggen (Limoniidae). De soort komt voor in het Palearctisch gebied.